# Szenderfélék

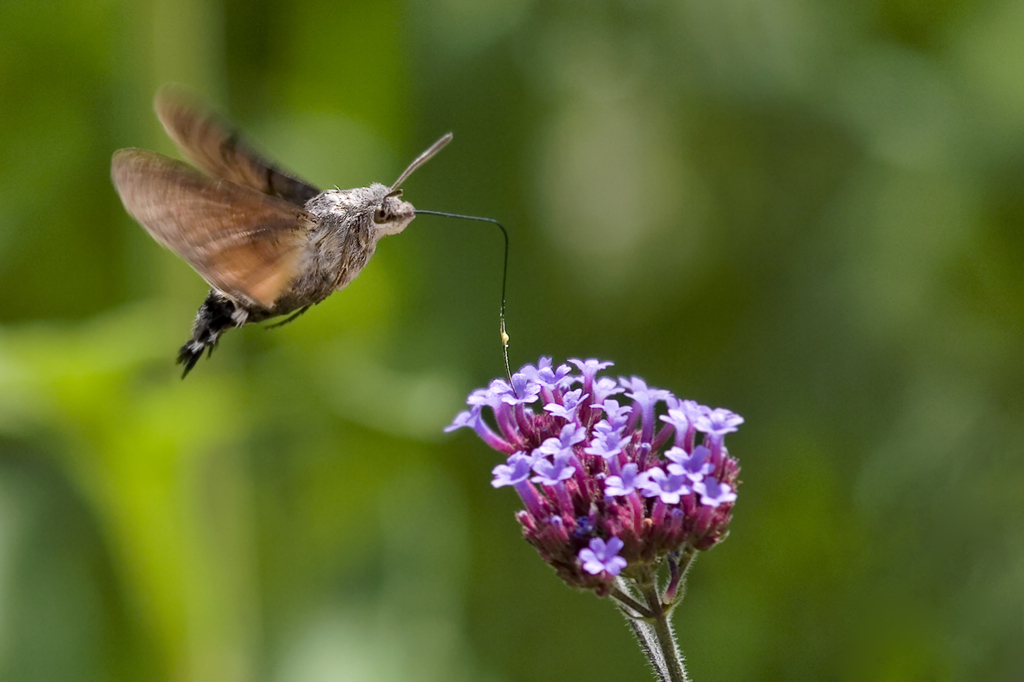
Kacsafarkú szender
(Macroglossum stellatarum)

A szenderfélék (Sphingidae) a valódi lepkék alrendjébe tartozó Heteroneura alrendág Sphingoidea öregcsaládjának családja. Mintegy 800 fajt magában foglaló lepkecsoport. A magyar „szender” nevet a nyelvújítás elemeként alkotta meg Frivaldszky Imre; a családot mások „zúgólepkéknek” nevezték. A „szender” szó egyszerre utalhat arra, hogy a legtöbb fajuk akkor kezd repülni, amikor a természet elcsöndesedik, elszenderedik – de arra is, hogy fajaik többsége nappal szendereg.

## Megjelenésük, felépítésük
Megjelenésük hasonlít a bagolypillékhez. A nyúlánk testű, karcsú, erőteljes lepkéket sűrű sötétszürke szőrzet borítja. Az első szárnyaik keskenyek és hosszabbak, mint a hátsók. A mellékszemek hiányoznak. A pödörnyelv (szívóka) rendszerint jól kifejlődött, néha feltűnően hosszú. A csáp az európai fajokon legtöbbnyire orsóidomú, a végén gyakran finom kampócskával. A csáp felső része pikkelyes, alsó része szőrös, a hímé csomósan álló szőrpillákkal borított.
A hengerded, tizenhat lábú, rendszerint rikító színű szenderhernyók az utolsó előtti testszelvény háti részén hátrafelé görbült (néha csak gombszerű, tompa kiemelkedéssel helyettesített) „farszarvat” viselnek.
A trópusokon, ahol a szenderek a legnagyobb formagazdagságot érték el, feltűnően nagy fajaik is akadnak, például a brazíliai Cocytius antaeus.

## Életmódjuk
Nappal rendszerint fatörzsön vagy más alkalmas rejtekhelyen mély „szenderben” (szenderegve) pihennek és az esti szürkülettel élednek fel, de akadnak nappali lepkék is közöttük. Repülésük gyors, sajátos, surrogó hangot hallatnak közben. Hosszú pödörnyelvüket kinyújtva táplálkoznak néhány pillanatig lebegve egy-egy virág előtt.
A lepkék (Lepidoptera) között szokatlan módon bábozódni többnyire a földbe húzódnak, kis üreget simítanak ki maguknak. Néha a kis odút szövedékkel bekárpitozzák. Csak kivételesen a bábozódnak a föld felett, a gazdanövényre erősített laza gubóban – ilyenek például az amerikai Madoryx nem fajai.
Jól ismert módon a talajba ássa magát például a fagyalszender (Sphinx ligustri).
Sok virágot a szenderek poroznak be.
Kiváló röpképességük miatt több fajuk nagy területen terjedt el, így egy-egy faj néhány egymáshoz közelálló alfajával éppúgy lehet honos Amerikában, mint Ausztráliában, Ázsiában, Afrikában vagy Európában.

## Rendszertani felosztásuk
A családot három alcsaládra osztjuk, azokat pedig nemzetségekre bontjuk tovább. Az Európában képviselt taxonokat kivastagítottuk:
1. Macroglossinae alcsalád 3 nemzetséggel és néhány, nemzetségbe nem sorolt nemmel:
- Dilophonotini nemzetség egy európai nem (Hemaris) három fajával;
- Macroglossini nemzetség 10 európai nemmel;
- Philampelini nemzetség;
- nemzetségbe nem sorolt nemek:
  - Altijuba
  - Cephonodes

2. Smerinthinae alcsalád 4 nemzetséggel:
- Ambulycini nemzetség;
- Smerinthini nemzetség öt európai nemmel;
- Sphingulini nemzetség egy európai nem egy fajával (Dolbina elegans);
- Oplerclanis nemzetség.

3. Sphinginae alcsalád 2 nemzetséggel és egy nemzetségbe nem sorolt nemmel (Protoparce):
- Acherontiini nemzetség két európai nemmel (Acherontia, Agrius);
- Sphingini nemzetség egy európai nem (Sphinx) három fajával.

### Fontosabb fajaik
A szenderek legtöbb faja Amerikában él. 
Magyarországon is előforduló fajok:
- Dongószender (Hemaris fuciformis),
- Esti pávaszem (esti pávaszemes szender, Smerinthus ocellatus[9]),
- Fagyalszender (Sphinx ligustri),[10]
- Fenyőszender (Sphinx pinastri),
- Folyófűszender (Agrius convolvuli),[11]
- Halálfejes lepke (Acherontia atropos),
- Hársfaszender (Mimas tiliae),
- Kacsafarkú szender (Macroglossa stellatarum),
- Kutyatejszender (Hyles euphorbiae),[12]
- Nyárfaszender (Laothoe populi),
- Oleanderszender (Daphnis nerii),
- Piros szender (Deilephila porcellus ),
- Pöszörszender (Macroglossa stellatarum),
- Sávos szender (Hyles livornica),
- Szőlőszender (Deilephila elpenor),
- Tölgyfaszender (Marumba quercus) stb.